# Shrinkflation
Trong kinh tế học, shrinkflation là quá trình các mặt hàng bị thu nhỏ về kích cỡ hoặc số lượng, hoặc thậm chí đôi khi thay đổi công thức hoặc giảm chất lượng  trong khi giá của mặt hàng trên vẫn như cũ hoặc tăng thêm. Từ này là một từ ghép trong các từ co lại (shrink) và lạm phát (inflation). Thuật ngữ được Pippa Malmgren và Brian Domitrovic đặt ra.

## Định nghĩa mặt kinh tế
Shrinkflation là sự gia tăng mức giá chung của hàng hóa trên một đơn vị trọng lượng hoặc khối lượng, mang lại bằng cách giảm trọng lượng hoặc kích thước của mặt hàng được bán. Giá cho một phần của sản phẩm được đóng gói vẫn giữ nguyên hoặc thậm chí có thể được nâng lên. Điều này đôi khi không ảnh hưởng đến các biện pháp lạm phát như chỉ số giá tiêu dùng hoặc Chỉ số giá tiêu dùng, nghĩa là có thể không tăng chi phí của một giỏ hàng hóa và dịch vụ bán lẻ, nhưng nhiều chỉ số về mức giá và do đó lạm phát được liên kết với các đơn vị khối lượng hoặc trọng lượng của sản phẩm, do đó thu hẹp cũng ảnh hưởng đến các con số lạm phát được thống kê.